# 香港巴士路線列表
以下為香港營運的專營巴士路線列表，以香港行政區劃作分類。

## 内容

### 區域性
- 香港島巴士路線列表：由香港專營巴士於香港島營運的巴士路線列表，由城巴經營。
- 九龍市區巴士路線列表、新界區內及來往九龍巴士路線列表：由香港專營巴士於九龍內部運行，以及新界（大嶼山除外）內部及來往九龍的巴士路線列表，分別由九巴、城巴、嶼巴及港鐵巴士經營。
- 大嶼山巴士路線列表：兩端總站皆屬大嶼山的路線，分別由嶼巴、龍運及城巴經營。

### 跨區
- 香港過海隧道巴士路線列表：過海路線分別取道於海底隧道、東區海底隧道及西區海底隧道，分別由城巴及九巴經營。
- 北大嶼山巴士路線列表：大嶼山對外路線列表，分別由龍運、城巴及嶼巴經營。

## 外部連結
- 九巴路線表 （页面存档备份，存于）
- 城巴路線表 （页面存档备份，存于）
- 嶼巴路線表 （页面存档备份，存于）
- 港鐵巴士路線表 （页面存档备份，存于）